# Danh sách di sản văn hóa Tây Ban Nha được quan tâm ở thành phố Madrid
Danh sách di sản văn hóa Tây Ban Nha được quan tâm ở thành phố Madrid.
| Tên | Dạng                                                                | Địa điểm | Tọa độ                                        | Số hồ sơ tham khảo? | Ngày nhận danh hiệu?                 | Hình ảnh                                                                                                  |
| --- | ------------------------------------------------------------------- | --- | --------------------------------------------- | ------------------- | ------------------------------------ | --- |
| Real Nhà Aduana (Ministerio Hacienda)                                                                                        | Di tích Kiến trúc dân sự Cung điện Kiến trúc sư: Francesco Sabatini | Madrid C/ Alcalá, 3 - c/v Pasaje Caja de Ahorros - c/v C/ Alcalá, 5 - c/f C/ Aduana                                                              | 40°25′02″B 3°42′07″T / 40,417281°B 3,701827°T | RI-51-0010190       | 13-03-1998                           | Antigua "Real Casa de la Aduana" · Upload image                                                           |
| Colegio Cirugía San Carlos                                                                                                   | Di tích Kiến trúc dân sự Kiến trúc sư: Francesco Sabatini           | Madrid C/ Atocha, 106 - c/f. C/ Santa Isabel, 51 - c/v C/ Santa Inés, 1                                                                          | 40°24′36″B 3°41′41″T / 40,410034°B 3,694765°T | RI-51-0010105       | 13-08-1997                           | Upload image                                                                                              |
| Cuartel Conde-Duque | Di tích Kiểu: Baroque, Churrigueresco Kiến trúc sư: Pedro de Ribera | Madrid C/ Conde Duque, 9 - c/v C/ Santa Cruz de Marcenado - c/v Travesía de Conde Duque                                                          | 40°25′40″B 3°42′38″T / 40,427852°B 3,710681°T | RI-51-0004215       | 25-03-1976                           | Upload image                                                                                              |
| Bảo tàng Reina Sofía | Di tích Kiến trúc dân sự Kiểu: Tân cổ điển                          | Madrid C/ Santa Isabel, 52 c/v Plaza Emperador Carlos V, 7 - c/v Ronda Atocha, 2 - c/v C/ Argumosa, 43 - c/v C/ Hospital, 1                      | 40°24′30″B 3°41′38″T / 40,408403°B 3,694024°T | RI-51-0004260       | 30-01-1978 01-                       | Upload image                                                                                              |
| Lưu trữ lịch sử Nacional España                                                                                              | Lưu trữ                                                             | Madrid C/ Serrano, 115 | 40°26′27″B 3°41′13″T / 40,440717°B 3,687067°T | RI-AR-0000001       | 29-06-1985                           | Upload image                                                                                              |
| Asilo Convalecientes | Di tích Kiến trúc dân sự Kiểu: Racionalismo arquitectónico          | Madrid C/ José Abascal, 30 - c/v C/ Modesto Lafuente, 11 - c/v C/ Alonso Cano, 16 - c/v C/ García de Paredes, 10                                 | 40°26′19″B 3°41′49″T / 40,438684°B 3,697055°T | RI-51-0009579       | 09-12-1996                           | Upload image                                                                                              |
| Asilo Hermanitas Pobres (doctor Esquerdo)                                                                                    | Di tích Kiến trúc dân sự                                            | Madrid C/ Doctor Esquerdo, 49 | 40°25′21″B 3°40′05″T / 40,422416°B 3,668146°T | RI-51-0009578       | 09-12-1996                           | Upload image                                                                                              |
| Ateneo Madrid (Ateneo Científico, Literario và Artístico)                                                                    | Di tích Kiến trúc dân sự                                            | Madrid C/ Prado 19 y 21 - c/f C/ Santa Catalina, 10                                                                                              | 40°24′54″B 3°41′54″T / 40,41504°B 3,698251°T  | RI-51-0006878       | 20-03-1992                           | Upload image                                                                                              |
| Tòa nhà Banco Bilbao (Madrid)                                                                                                | Di tích Kiến trúc dân sự                                            | Madrid C/ Alcalá, 16 - c/v C/ Sevilla, 8 - c/f C/ Arlabán, 3 y 5                                                                                 | 40°25′03″B 3°41′58″T / 40,41756°B 3,699531°T  | RI-51-0010472       | 23-06-1999                           | Upload image                                                                                              |
| Tòa nhà Banco Hispano Americano (fachada và primera crujía)                                                                  | Di tích Kiến trúc dân sự                                            | Madrid Plaza de Canalejas, 1 - c/v C/ Carrera de San Jerónimo, 7 bis - c/v C/ Sevilla, 1                                                         | 40°25′00″B 3°42′02″T / 40,416774°B 3,700673°T | RI-51-0010457       | 08-02-1999 (reformado en 11-04-2013) | Upload image                                                                                              |
| Thư viện Pública Manuel Alvar                                                                                                | Biblioteca                                                          | Madrid Calle Azcona, 42 - c/v Calle Martínez Izquierdo                                                                                           | 40°26′04″B 3°40′08″T / 40,434379°B 3,668954°T | RI-BI-0000001       | 29-06-1985                           | Upload image                                                                                              |
| Campo Moro (Madrid) | Jardín histórico                                                    | Madrid Paseo de la Virgen del Puerto, Cuesta de San Vicente, Cuesta de la Vega                                                                   | 40°25′03″B 3°43′05″T / 40,417371°B 3,718114°T | RI-52-0000003       | 04-06-1931                           | Upload image                                                                                              |
| Capilla Cuadra San Isidro | Địa điểm lịch sử                                                    | Madrid Calle Pretil de Santisteban, 3 | 40°24′46″B 3°42′36″T / 40,412869°B 3,709987°T | RI-54-0000138       | 04-02-2000                           | Upload image                                                                                              |
| Nhà thờ San Andrés (Madrid)#Capilla San Isidro                                                                               | Di tích                                                             | Madrid Plaza de San Andrés, 1 | 40°24′43″B 3°42′41″T / 40,4119°B 3,7113°T     | RI-51-0000317       | 09-12-1925                           | Upload image                                                                                              |
| Real Vương cung thánh đường San Francisco Grande#Entorno                                                                     | Di tích Kiến trúc tôn giáo Kiến trúc sư: Francisco Bautista         | Madrid Plaza de San Francisco, 1 | 40°24′39″B 3°42′53″T / 40,4107°B 3,7146°T     | RI-51-0003833       | 09-12-1969                           | Capilla del Cristo de los Dolores de la Venerable Orden Tercera de San Francisco El Grande · Upload image |
| Capilla Obispo Madrid | Di tích                                                             | Madrid Plaza de la Paja, 9 | 40°24′45″B 3°42′42″T / 40,412533°B 3,711631°T | RI-51-0000719       | 04-06-1931                           | Upload image                                                                                              |
| Nhà Campo | Địa điểm lịch sử                                                    | Madrid và Pozuelo de Alarcón | 40°25′38″B 3°45′29″T / 40,42723°B 3,7581°T    |                     | 17-11-2010                           | Upload image                                                                                              |
| Nhà Siete Chimeneas | Di tích                                                             | Madrid Plaza del Rey, 1 - c/v C/ Infantas, 31 | 40°25′13″B 3°41′48″T / 40,4202°B 3,69666°T    | RI-51-0009042       | 28-02-1995                           | Upload image                                                                                              |
| Casa-Bảo tàng Lope Vega | Di tích                                                             | Madrid C/ Cervantes, 11 | 40°24′52″B 3°41′52″T / 40,414338°B 3,697664°T | RI-51-0001087       | 03-06-1935                           | Upload image                                                                                              |
| Casino Madrid | Di tích                                                             | Madrid C/ Alcalá, 15 - c/f C/ Aduana, 10 | 40°25′04″B 3°42′01″T / 40,417777°B 3,700228°T | RI-51-0006877       | 01-10-1993                           | Upload image                                                                                              |
| Casita Príncipe (Pardo) | Bảo tàng                                                            | Madrid El Pardo (Madrid) | 40°31′24″B 3°46′43″T / 40,5234°B 3,778672°T   | RI-MU-0000004       | 08-03-1993                           | Casita del Príncipe · Upload image                                                                        |
| Casón Buen Retiro | Bảo tàng                                                            | Madrid | 40°24′55″B 3°41′21″T / 40,415217°B 3,689181°T | RI-MU-0000001       | 08-03-1993                           | Casón del Buen Retiro · Upload image                                                                      |
| Ciudad Universitaria Madrid                                                                                                  | Lịch sử và nghệ thuật                                               | Madrid | 40°26′37″B 3°43′35″T / 40,44352°B 3,72647°T   | RI-53-0000510       | 15-02-1999                           | Upload image                                                                                              |
| Thư viện Quốc gia Tây Ban Nha                                                                                                | Di tích                                                             | Madrid Paseo de Recoletos, 20 - c/v C/ Villanueva, 1 - c/v C/ Serrano, 13 - c/v C/ Jorge Juan, 2                                                 | 40°25′25″B 3°41′25″T / 40,4237°B 3,6902°T     | RI-51-0004908       | 15-08-1983                           | Upload image                                                                                              |
| Cung điện Bolsa Madrid | Di tích                                                             | Madrid Plaza de la Lealtad, 1 - c/v C/ Antonio Maura, 1 - c/v C/ Ruiz de Alarcón, 8 - c/v C/ Juan de Mena, 2                                     | 40°25′01″B 3°41′31″T / 40,416908°B 3,692063°T | RI-51-0007091       | 01-12-1992                           | Upload image                                                                                              |
| Tòa nhà Banco España (Madrid)                                                                                                | Di tích                                                             | Madrid Paseo del Prado, 2 - c/v Plaza de Cibeles - c/v C/ Alcalá, 48                                                                             | 40°25′07″B 3°41′40″T / 40,418677°B 3,694319°T | RI-51-0010508       | 31-12-1999                           | Upload image                                                                                              |
| Teatro Real Madrid | Di tích                                                             | Madrid Plaza de Oriente, 5 - c/v C/ Felipe V, 1 - c/v C/ Arrieta, 1 - c/v Plaza Isabel II, 4 - c/v C/ Vergara, 2 - c/v C/ Carlos III, 2          | 40°25′05″B 3°42′38″T / 40,418174°B 3,710553°T | RI-51-0008289       | 03-09-1993                           | Upload image                                                                                              |
| Pabellón Villanueva | Jardín histórico                                                    | Madrid Plaza Murillo, 2 - c/v Paseo del Prado, 11 - c/v C/ Claudio Moyano, 1 - c/v C/ Alfonso XII, 54 - c/v C/ Espalter - c/v C/ Moreto, 14 y 16 | 40°24′41″B 3°41′22″T / 40,411315°B 3,689504°T | RI-52-0000019-00003 | 23-10-1942                           | Upload image                                                                                              |
| Frontón Beti Jai | Di tích                                                             | Madrid C/ Marqués de Riscal, 7 | 40°25′52″B 3°41′28″T / 40,430997°B 3,691122°T | RI-51-0007040       | 09-02-2011                           | Upload image                                                                                              |
| Hospitalillo Carmen | Di tích                                                             | Madrid C/ Atocha, 87 - c/v C/ Desamparados | 40°24′41″B 3°41′49″T / 40,411358°B 3,696862°T | RI-51-0004509       | 30-09-1981                           | Upload image                                                                                              |
| Nhà thờ San Marcos (Madrid)                                                                                                  | Di tích                                                             | Madrid C/ San Leonardo, 10 | 40°25′29″B 3°42′40″T / 40,42483°B 3,711185°T  | RI-51-0001160       | 10-08-1944                           | Upload image                                                                                              |
| Dirección General Instituto Geográfico Nacional (Antiguo Instituto Geográfico và Catastral)                                  | Di tích                                                             | Madrid C/ General Ibáñez de Ibero, 3 | 40°26′45″B 3°42′37″T / 40,445858°B 3,710172°T | RI-51-0007156       | 28-01-1992                           | Upload image                                                                                              |
| Parque Capricho | Jardín histórico                                                    | Madrid Avenida de la Alameda de Osuna - Avenida de Logroño                                                                                       | 40°27′22″B 3°35′55″T / 40,45611°B 3,59867°T   | RI-52-0000014       | 31-10-1934                           | Upload image                                                                                              |
| Real Jardín Botánico Madrid                                                                                                  | Jardín histórico                                                    | Madrid Plaza Murillo, 2 - c/v Paseo del Prado, 11 - c/v C/ Claudio Moyano, 1 - c/v C/ Alfonso XII, 54 - c/v C/ Espalter - c/v C/ Moreto, 14 y 16 | 40°24′45″B 3°41′31″T / 40,412493°B 3,691943°T | RI-52-0000019       | 23-10-1942                           | Upload image                                                                                              |
| Jardín Princesa ở Ciudad Universitaria                                                                                       | Jardín histórico                                                    | Madrid |                                               | RI-52-0000017       | 25-10-1935                           | Upload image                                                                                              |
| Quinta Duque Arco | Jardín histórico                                                    | Madrid |                                               | RI-52-0000008       | 06-04-1935                           | Upload image                                                                                              |
| Jardín denominado Estufa Ciudad Universitaria                                                                                | Jardín histórico                                                    | Madrid |                                               | RI-52-0000016       | 16-02-1935                           | Upload image                                                                                              |
| Jardínes Zarzuela ở Pardo | Jardín histórico                                                    | Madrid |                                               | RI-52-0000009       | 29-11-1934                           | Upload image                                                                                              |
| Jardínes Cung điện ở Pardo                                                                                                   | Jardín histórico                                                    | Madrid | 40°31′14″B 3°46′30″T / 40,520578°B 3,775129°T | RI-52-0000006       | 07-12-1934                           | Upload image                                                                                              |
| Jardínes Príncipe ở Pardo | Jardín histórico                                                    | Madrid |                                               | RI-52-0000007       | 16-02-1935                           | Upload image                                                                                              |
| Cung điện Fomento (Antiguo Ministerio Fomento)                                                                               | Di tích                                                             | Madrid Paseo Infanta Isabel, 1 - c/v C/ Doctor Velasco, 1 - c/v C/ Alfonso XII, 56 - c/v C/ Claudio Moyano, 2                                    | 40°24′32″B 3°41′25″T / 40,408878°B 3,690356°T | RI-51-0006916       | 28-11-1989                           | Upload image                                                                                              |
| Cung điện Cristal Retiro | Jardín histórico                                                    | Madrid C/ Alfonso XII - c/v C/ Alcalá - c/v Avenida Menéndez Pelayo - c/v C/ Poeta Esteban de Villegas                                           | 40°24′49″B 3°40′55″T / 40,41362°B 3,682046°T  | RI-52-0000015-00001 | 16-02-1935                           | Upload image                                                                                              |
| Cung điện Marquesa Sonora (Ministerio Justicia và Interior)                                                                  | Di tích                                                             | Madrid C/ San Bernardo, 45 - c/v C/ Reyes, 1 - c/v C/ Manzana, 2-10                                                                              | 40°25′27″B 3°42′27″T / 40,424157°B 3,707538°T | RI-51-0009109       | 31-07-1995                           | Upload image                                                                                              |
| Cung điện Quinta | Bảo tàng                                                            | Madrid El Pardo (Madrid) |                                               | RI-MU-0000003       | 08-03-1993                           | Upload image                                                                                              |
| Cung điện Santa Cruz (Madrid) (Sede Ministerio Asuntos Exteriores (Cárcel Corte))                                            | Di tích                                                             | Madrid Plaza de la Provincia, 1 - c/v C/ Santo Tomás, 2 - c/v C/ Concepción Jerónima, 6 - c/v C/ El Salvador, 1                                  | 40°24′53″B 3°42′22″T / 40,414732°B 3,706033°T | RI-51-0009563       | 23-11-1996                           | Upload image                                                                                              |
| Cung điện Velázquez | Jardín histórico                                                    | Madrid C/ Alfonso XII - c/v C/ Alcalá - c/v Avenida Menéndez Pelayo - c/v C/ Poeta Esteban de Villegas                                           | 40°24′54″B 3°40′55″T / 40,415107°B 3,682003°T | RI-52-0000015-00002 | 16-02-1935                           | Upload image                                                                                              |
| Cung điện Marqués Salamanca                                                                                                  | Di tích                                                             | Madrid Paseo de Recoletos, 10 - c/v C/ Salustiano Olózaga, 1                                                                                     | 40°25′16″B 3°41′30″T / 40,4212°B 3,691552°T   | RI-51-0010563       | 03-01-2001                           | Upload image                                                                                              |
| Palacio Real Madrid | Di tích                                                             | Madrid C/ Bailén, 2, 4 y 6 - c/v Paseo Virgen del Puerto 2 y 4 - c/v Paseo San Vicente, 1 - c/v Cuesta de la Vega                                | 40°25′05″B 3°42′51″T / 40,417974°B 3,714302°T | RI-51-0001061       | 04-06-1931                           | Upload image                                                                                              |
| Panteón Hombres Ilustres | Di tích                                                             | Madrid C/ Julián Gayarre, 1 - c/v Paseo Reina Cristina, 4 - c/v Avenida Ciudad de Barcelona, 3                                                   | 40°24′22″B 3°41′01″T / 40,406063°B 3,683623°T | RI-51-0007311       | 31-12-1992                           | Upload image                                                                                              |
| Paraninfo Đại học Complutense                                                                                                | Di tích                                                             | Madrid C/ San Bernardo, 49 | 40°25′30″B 3°42′27″T / 40,42501°B 3,707573°T  | RI-51-0004437       | 10-12-1980                           | Upload image                                                                                              |
| Parque Quinta Fuente Berro                                                                                                   | Jardín histórico                                                    | Madrid C/ Enrique D´Almonte - c/v C/ Alcalde Sainz de Baranda - c/v Avenida de la Paz                                                            | 40°25′21″B 3°39′41″T / 40,422524°B 3,66133°T  | RI-52-0000027       | 17-02-1946                           | Upload image                                                                                              |
| Jardines Retiro Madrid | Jardín histórico                                                    | Madrid C/ Alfonso XII - c/v C/ Alcalá - c/v Avenida Menéndez Pelayo - c/v C/ Poeta Esteban de Villegas                                           | 40°25′03″B 3°41′02″T / 40,417502°B 3,683953°T | RI-52-0000015       | 16-02-1935                           | Upload image                                                                                              |
| Paseo Prado | Di tích                                                             | Madrid Paseo del Prado entre Plaza de Cibeles y Glorieta del Emperador Carlos V y Paseo de Recoletos, entre Plaza de Cibeles y Calle de Prim     | 40°24′51″B 3°41′37″T / 40,414061°B 3,693688°T | RI-51-0004725       | 15-11-1999                           | Upload image                                                                                              |
| Las Ventas | Di tích                                                             | Madrid C/ Alcalá, 233 - c/v Avenida de los Toreros - c/v C/ Julio Camba                                                                          | 40°25′56″B 3°39′48″T / 40,432107°B 3,663343°T | RI-51-0008990       | 29-08-1994                           | Upload image                                                                                              |
| Quảng trường Mayor Madrid | Di tích                                                             | Madrid Plaza Mayor | 40°24′55″B 3°42′27″T / 40,415364°B 3,707398°T | RI-51-0005006       | 26-04-1985                           | Upload image                                                                                              |
| Puente Segovia (Madrid) | Di tích                                                             | Madrid Sobre el río Manzanares, Avenida del Manzanares autovía M-30 desde C/ Segovia hasta Glorieta Puente de Segovia                            | 40°24′50″B 3°43′23″T / 40,414012°B 3,722955°T | RI-51-0009278       | 28-06-1996                           | Upload image                                                                                              |
| Puente Toledo (Madrid) | Di tích                                                             | Madrid Sobre el río Manzanares, entre Paseo de la Virgen del Puerto y la Avenida del Manzanares                                                  | 40°23′59″B 3°42′54″T / 40,399678°B 3,714941°T | RI-51-0001257       | 13-10-1956                           | Upload image                                                                                              |
| Cổng Alcalá (Arco Carlos III)                                                                                                | Di tích                                                             | Madrid Plaza de la Independencia | 40°25′12″B 3°41′19″T / 40,419921°B 3,688728°T | RI-51-0005028       | 10-03-1976                           | Upload image                                                                                              |
| Bệnh viện Latina | Di tích                                                             | Madrid Escuela Técnica Superior de Arquitectura                                                                                                  | 40°26′23″B 3°43′54″T / 40,439751°B 3,731549°T | RI-51-0005003       | 22-05-1984                           | Upload image                                                                                              |
| Cổng Toledo | Di tích                                                             | Madrid Glorieta de la Puerta de Toledo | 40°24′24″B 3°42′42″T / 40,406721°B 3,711636°T | RI-51-0009279       | 28-06-1996                           | Upload image                                                                                              |
| Cổng Norte (Jardín Botánico)                                                                                                 | Jardín histórico                                                    | Madrid Plaza Murillo, 2 | 40°24′45″B 3°41′31″T / 40,412392°B 3,691981°T | RI-52-0000019-00001 | 23-10-1942                           | Upload image                                                                                              |
| Cổng Real (Madrid) | Jardín histórico                                                    | Madrid Paseo del Prado, 11 | 40°24′39″B 3°41′32″T / 40,410949°B 3,692258°T | RI-52-0000019-00002 | 23-10-1942                           | Upload image                                                                                              |
| Cung điện Goyeneche (Madrid)                                                                                                 | Di tích                                                             | Madrid C/ Alcalá, 13 | 40°25′04″B 3°42′02″T / 40,417639°B 3,700661°T | RI-51-0003855       | 23-02-1971                           | Upload image                                                                                              |
| Real Academia Jurisprudencia và Legislación                                                                                  | Di tích                                                             | Madrid C/ Marqués de Cubas, 13 - c/v C/ Los Madrazo, 32                                                                                          | 40°25′03″B 3°41′44″T / 40,417489°B 3,695502°T | RI-51-0010192       | 13-03-1998                           | Upload image                                                                                              |
| Tòa nhà Real Academia Española                                                                                               | Di tích                                                             | Madrid C/ Ruiz de Alarcón, 17 - c/v C/ Felipe IV, 4 - c/v C/ Academia, 1 - c/v C/ Moreto, 2                                                      | 40°24′54″B 3°41′28″T / 40,41492°B 3,691173°T  | RI-51-0010191       | 13-03-1998                           | Upload image                                                                                              |
| Real Academia Nacional Farmacia                                                                                              | Di tích                                                             | Madrid C/ Farmacia, 9 y 11 | 40°25′26″B 3°41′59″T / 40,423997°B 3,699692°T | RI-51-0010106       | 13-08-1997                           | Upload image                                                                                              |
| Fundación Carlos Amberes (Fundación Carlos Amberes)                                                                          | Di tích                                                             | Madrid C/ Claudio Coello, 99 | 40°25′53″B 3°41′09″T / 40,431284°B 3,685849°T | RI-51-0007300       | 05-12-1994                           | Upload image                                                                                              |
| Real Fábrica Tapices | Di tích                                                             | Madrid C/ Fuenterrabía, 2 - c/v C/ Julián Gayarre, 4 y 6 - c/v C/ Vandergoten - c/v C/ Andrés Torrejón                                           | 40°24′22″B 3°40′57″T / 40,406069°B 3,682483°T | RI-51-0011608       | 24-10-2006                           | Upload image                                                                                              |
| Real Tu viện Santa Isabel | Di tích                                                             | Madrid C/ Santa Isabel, 46 y 48 - c/v C/ Doctor Fourquet, 2                                                                                      | 40°24′34″B 3°41′47″T / 40,409458°B 3,696257°T | RI-51-0009068       | 11-05-1995                           | Upload image                                                                                              |
| Real Tu viện Encarnación | Di tích                                                             | Madrid Plaza de la Encarnación, 1 | 40°25′11″B 3°42′41″T / 40,419807°B 3,711438°T | RI-51-0008767       | 18-06-1994                           | Upload image                                                                                              |
| Oratorio Caballero Gracia | Di tích                                                             | Madrid C/ Caballero de Gracia, 5 - c/f C/ Gran Vía, 17                                                                                           | 40°25′10″B 3°42′03″T / 40,419568°B 3,700735°T | RI-51-0001254       | 05-04-1956                           | Upload image                                                                                              |
| Madrid | Khu phức hợp lịch sử                                                | Madrid Recinto islámico de Magerit, cerca de Felipe IV y ensanche de Carlos María de Castro                                                      |                                               | RI-55-0000425       | 22-05-1995                           | Upload image                                                                                              |
| Residencia Señoritas | Di tích                                                             | Madrid C/ Fortuny, 53 - c/v C/ General Martínez Campos, 48 y 50 - c/v C/ Miguel Ángel, 12                                                        | 40°26′06″B 3°41′27″T / 40,434865°B 3,690723°T | RI-51-0008768       | 21-04-1994                           | Upload image                                                                                              |
| Tường musulmana Madrid | Di tích                                                             | Madrid Cuesta de la Vega | 40°24′53″B 3°42′56″T / 40,414808°B 3,715648°T | RI-51-0001243       | 21-04-1994                           | Upload image                                                                                              |
| Escuelas Pías San Fernando                                                                                                   | Di tích                                                             | Madrid C/ Mesón de Paredes, 68 - c/v C/ Sombrerete                                                                                               | 40°24′28″B 3°42′12″T / 40,40791°B 3,703338°T  | RI-51-0009577       | 09-12-1996                           | Upload image                                                                                              |
| Sede Bảo tàng Ejército | Bảo tàng                                                            | Madrid |                                               | RI-MU-0000005       | 02-03-1994                           | Upload image                                                                                              |
| Teatro Zarzuela | Di tích Thời gian: Thế kỷ 19                                        | Madrid C/ Jovellanos, 4 - c/v C/ Los Madrazo, 14                                                                                                 | 40°25′02″B 3°41′48″T / 40,417185°B 3,696782°T | RI-51-0008693       | 08-04-1994                           | Teatro de la Zarzuela · Upload image                                                                      |
| Teatro María Guerrero | Di tích                                                             | Madrid C/ Tamayo y Baus, 4 | 40°25′22″B 3°41′35″T / 40,422915°B 3,693006°T | RI-51-0009160       | 04-04-1996                           | Upload image                                                                                              |
| Đền Debod | Di tích                                                             | Madrid Paseo Pintor Rosales s/n | 40°25′27″B 3°43′04″T / 40,424076°B 3,717769°T | RI-51-0012074       | 23-04-2008                           | Upload image                                                                                              |
| Real Vương cung thánh đường San Francisco Grande                                                                             | Di tích                                                             | Madrid Plaza de San Francisco - c/v Paseo San Francisco, 19                                                                                      | 40°24′38″B 3°42′52″T / 40,410478°B 3,714391°T | RI-51-0004431       | 10-11-1980                           | Upload image                                                                                              |
| Đền Nacional Santa Teresa Jesús và Convento Padres Carmelitas Descalzos                                                      | Di tích                                                             | Madrid Plaza de España, 13 - c/v C/ Irún - c/v C/ Cadarso, 14                                                                                    | 40°25′20″B 3°42′54″T / 40,422354°B 3,71494°T  | RI-51-0009258       | 20-12-1995                           | Upload image                                                                                              |
| Terrazas Manzanares | Khu khảo cổ                                                         | Madrid Cota de los 600 metros a ambas márgenes del río desde los límites del Pardo al norte, hasta el término municipal de Getafe al sur         |                                               | RI-55-0000271       | 11-02-1994                           | Upload image                                                                                              |
| Khu vực Khảo cổ Recinto Histórico Madrid                                                                                     | Khu khảo cổ                                                         | Madrid |                                               | RI-55-0000261       | 02-07-1993                           | Upload image                                                                                              |
| Lâu đài Alameda (Madrid) | Di tích                                                             | Madrid C/ Joaquín Ibarra - c/v C/ Antonio Sancha c/v C/ Manuel Aguilar                                                                           | 40°27′31″B 3°35′33″T / 40,45873°B 3,592483°T  |                     | 05-05-1949                           | Upload image                                                                                              |
| Lâu đài Viñuelas | Di tích                                                             | Madrid | 40°36′28″B 3°38′48″T / 40,607658°B 3,646705°T |                     | 05-05-1949                           | Upload image                                                                                              |
| Círculo Bellas Artes | Di tích                                                             | Madrid C/ Alcalá, 42 - c/v C/ Marqués de Casa Riera, 2                                                                                           | 40°25′06″B 3°41′48″T / 40,418307°B 3,696575°T | RI-51-0004477       | 06-06-1981                           | Upload image                                                                                              |
| San Jerónimo Real | Di tích                                                             | Madrid C/ Ruiz de Alarcón, 19 - c/v C/ Moreto - c/v C/ Academia - c/v C/ Casado del Alisal                                                       | 40°24′51″B 3°41′28″T / 40,414137°B 3,690988°T | RI-51-0000313       | 20-07-1925                           | Upload image                                                                                              |
| Colegio Pilar (Madrid) | Di tích                                                             | Madrid C/ Castelló, 56 - c/v C/ Ayala - c/v C/ Príncipe de Vergara, 41 - c/v C/ Don Ramón de la Cruz                                             | 40°25′42″B 3°40′52″T / 40,428289°B 3,681177°T | RI-51-0009707       | 19-02-1997                           | Upload image                                                                                              |
| Tu viện Comendadoras Santiago (Madrid)                                                                                       | Di tích                                                             | Madrid Plaza de las Comendadoras, 12 - c/v C/ Quiñones, 20 - c/v C/ Amaniel - c/v C/ Montserrat - c/v C/ Acuerdo                                 | 40°25′39″B 3°42′32″T / 40,42737°B 3,708868°T  | RI-51-0003853       | 22-12-1970                           | Upload image                                                                                              |
| Tu viện Monjas Trinitarias Descalzas                                                                                         | Di tích                                                             | Madrid C/ Lope de Vega, 18 - c/v C/ Trinitarias - c/v C/ Huertas                                                                                 | 40°24′49″B 3°41′49″T / 40,413674°B 3,697037°T | RI-51-0000199       | 24-11-1943                           | Upload image                                                                                              |
| Tu viện Madres Reparadoras                                                                                                   | Di tích                                                             | Madrid Avenida de Burgos, 10 | 40°28′26″B 3°40′33″T / 40,473776°B 3,675738°T | RI-51-0004306       | 03-02-1979                           | Upload image                                                                                              |
| Real Academia Historia | Di tích                                                             | Madrid C/ León, 21 - c/v C/ Huertas, 28 - c/v C/ Santa María, 1                                                                                  | 40°24′48″B 3°41′56″T / 40,413466°B 3,698992°T | RI-51-0001170       | 16-08-1945                           | Upload image                                                                                              |
| Nhà Gallardo | Di tích                                                             | Madrid C/ Ferraz, 2, - c/v Plaza de España | 40°25′24″B 3°42′51″T / 40,423205°B 3,714225°T | RI-51-0010137       | 16-07-1997                           | Upload image                                                                                              |
| Instituto Lope Vega | Di tích                                                             | Madrid C/ San Bernardo, 70 - c/v C/ Daoiz | 40°25′37″B 3°42′23″T / 40,426994°B 3,706384°T | RI-51-0010461       | 09-04-1999                           | Upload image                                                                                              |
| Instituto Geológico và Minero España                                                                                         | Di tích                                                             | Madrid C/ Ríos Rosas, 23 - c/v C/ Cristóbal Bordiú, 34                                                                                           | 40°26′31″B 3°41′59″T / 40,442041°B 3,69962°T  | RI-51-0010188       | 13-03-1998                           | Upload image                                                                                              |
| Sede Instituto Patrimonio Cultural España                                                                                    | Di tích                                                             | Madrid C/ Greco, 4 | 40°26′28″B 3°44′05″T / 40,441136°B 3,734848°T | RI-51-0010704       | 30-11-2001                           | Upload image                                                                                              |
| Instituto Valencia Don Juan ở Calle Fortuny 43                                                                               | Di tích                                                             | Madrid C/ Fortuny, 43 c/v C/ Eduardo Dato, 29 | 40°26′00″B 3°41′25″T / 40,433205°B 3,690221°T | RI-51-0004497       | 22-07-1981                           | Upload image                                                                                              |
| Nhà Palazuelo | Di tích                                                             | Madrid C/ Mayor, 4 - c/f C/ Arenal, 3 | 40°25′00″B 3°42′18″T / 40,416568°B 3,705019°T | RI-51-0010136       | 31-07-1997                           | Upload image                                                                                              |
| Nhà hoang Virgen Puerto (Madrid)                                                                                             | Di tích                                                             | Madrid Paseo de la Virgen del Puerto, Alto - c/v Paseo de la Virgen del Puerto, Bajo                                                             | 40°24′56″B 3°43′17″T / 40,415511°B 3,721271°T | RI-51-0001174       | 11-01-1946                           | Upload image                                                                                              |
| Escuela Técnica Superior Ingenieros Minas Madrid                                                                             | Di tích                                                             | Madrid C/ Ríos Rosas, 21 - c/v C/ Alenza, 2 | 40°26′32″B 3°42′01″T / 40,442168°B 3,700376°T | RI-51-0005005       | 26-04-1985                           | Upload image                                                                                              |
| Real Hospicio San Fernando                                                                                                   | Di tích                                                             | Madrid C/ Fuencarral, 78 - c/v C/ Barceló - c/v C/ Jardines del arquitecto Ribera                                                                | 40°25′33″B 3°42′03″T / 40,42581°B 3,700837°T  | RI-51-0000169       | 29-11-1919                           | Upload image                                                                                              |
| Fuentecilla (Madrid) | Di tích                                                             | Madrid C/ de Toledo - c/v C/ Arganzuela | 40°24′32″B 3°42′37″T / 40,408817°B 3,710311°T | RI-51-0009273       | 22-05-1996                           | Upload image                                                                                              |
| Hipódromo Zarzuela | Di tích                                                             | Madrid Avenida Padre Huidobro, s/n (Aravaca) | 40°28′03″B 3°45′23″T / 40,467398°B 3,756344°T |                     | 04-11-2009                           | Upload image                                                                                              |
| Bệnh viện Maudes | Di tích                                                             | Madrid C/ Raimundo Fernández Villaverde, 18 c/v C/ Alenza, 17 c/v C/ Treviño, 2 c/v C/ Maudes, 17                                                | 40°26′45″B 3°42′04″T / 40,445936°B 3,701125°T | RI-51-0004374       | 08-09-1979                           | Upload image                                                                                              |
| Bệnh viện Venerable Orden Tercera                                                                                            | Di tích                                                             | Madrid C/ San Bernabé, 11 y 13 - c/v C/ Ventosa, 26                                                                                              | 40°24′32″B 3°42′51″T / 40,408812°B 3,714281°T | RI-51-0009063       | 30-03-1995                           | Upload image                                                                                              |
| Bệnh viện Santa Cristina (Madrid)                                                                                            | Di tích                                                             | Madrid C/ O'Donnell, 59 - c/v C/ Maestro Vives, 1 y 3 - c/v C/ Duque de Sexto, 60                                                                | 40°25′17″B 3°40′15″T / 40,421527°B 3,670743°T | RI-51-0010469       | 16-06-1999                           | Upload image                                                                                              |
| Bệnh viện Niño Jesús | Di tích                                                             | Madrid Avenida de Menéndez Pelayo, 65 - c/v C/ Pio Baroja                                                                                        | 40°24′50″B 3°40′37″T / 40,413815°B 3,676888°T | RI-51-0009064       | 30-03-1995                           | Upload image                                                                                              |
| Instituto Homeopático và Bệnh viện San José                                                                                  | Di tích                                                             | Madrid C/ Eloy Gonzalo, 23 | 40°26′02″B 3°42′12″T / 40,434018°B 3,703391°T | RI-51-0009958       | 19-02-1997                           | Upload image                                                                                              |
| Hotel Palace | Di tích                                                             | Madrid Plaza de las Cortes, 7 - c/v Plaza Canovas del Castillo c/v C/ Cervantes, 25 c/v C/ Duque de Medinaceli, 1                                | 40°24′56″B 3°41′46″T / 40,415486°B 3,696133°T | RI-51-0010459       | 30-04-1999                           | Upload image                                                                                              |
| Nhà thờ Nuestra Señora Montserrat                                                                                            | Di tích                                                             | Madrid C/ San Bernardo, 79 - c/v C/ Quiñones | 40°25′39″B 3°42′23″T / 40,427619°B 3,706494°T | RI-51-0000136       | 23-08-1914                           | Upload image                                                                                              |
| Nhà thờ Buena Dicha | Di tích                                                             | Madrid C/ Silva, 21 - c/f C/ Libreros, 12 | 40°25′18″B 3°42′22″T / 40,421659°B 3,706068°T | RI-51-0008657       | 20-06-1994                           | Upload image                                                                                              |
| Nhà thờ Calatravas (Madrid)                                                                                                  | Di tích                                                             | Madrid C/ Alcalá, 25 | 40°25′06″B 3°41′57″T / 40,418236°B 3,69908°T  | RI-51-0009062       | 30-03-1995                           | Upload image                                                                                              |
| Nhà thờ Carmen (Madrid) | Di tích                                                             | Madrid C/ del Carmen, 10 - c/v C/ de la Salud, 2                                                                                                 | 40°25′06″B 3°42′15″T / 40,418244°B 3,704045°T | RI-51-0004812       | 18-04-1983                           | Upload image                                                                                              |
| Nhà thờ San Andrés (Madrid)                                                                                                  | Di tích                                                             | Madrid C/ Costanilla de San Andrés, 7 - Plaza de San Andrés, 1                                                                                   | 40°24′44″B 3°42′41″T / 40,412203°B 3,711502°T | RI-51-0009076       | 17-04-1995                           | Upload image                                                                                              |
| Nhà thờ và convento Mercedarias Descalzas Purísima Concepción (Convento Purísima Concepción, Monjas Orden Merced "Góngoras") | Di tích                                                             | Calle Luis de Góngora, 5-7 28004 Madrid | 40°25′25″B 3°41′49″T / 40,423492°B 3,69701°T  | RI-51-0007226-00000 | Bản mẫu:Fecha                        | Iglesia y convento de las Mercedarias Descalzas de la Purísima Concepción · Upload image                  |
| Escuelas Pías San Antón | Di tích                                                             | Madrid C/ Hortaleza, 63 - c/v C/ Farmacia - c/v C/ Santa Brígida                                                                                 | 40°25′26″B 3°41′55″T / 40,42394°B 3,698614°T  | RI-51-0009082       | 11-05-1995                           | Upload image                                                                                              |
| Nhà hoang San Antonio Florida                                                                                                | Di tích                                                             | Madrid Paseo de San Antonio de la Florida - c/v Paseo Florida, 5 - c/v Avenida de Valladolid, 1                                                  | 40°25′31″B 3°43′32″T / 40,425363°B 3,725597°T | RI-51-0000088       | 13-04-1905                           | Upload image                                                                                              |
| Nhà thờ San Antonio Alemanes                                                                                                 | Di tích                                                             | Madrid C/ Puebla, 20 – c/v C/ Ballesta, 19 - c/v Corredera Baja de San Pablo, 16                                                                 | 40°25′21″B 3°42′14″T / 40,422365°B 3,703828°T | RI-51-0003915       | 23-08-1973                           | Upload image                                                                                              |
| Nhà thờ San Cayetano (Madrid)                                                                                                | Di tích                                                             | Madrid C/ Embajadores, 15 - c/v C/ Oso | 40°24′34″B 3°42′21″T / 40,409491°B 3,70583°T  | RI-51-0004425       | 14-06-1980                           | Upload image                                                                                              |
| Nhà thờ San Fermín Navarros                                                                                                  | Di tích                                                             | Madrid C/ Eduardo Dato, 10 | 40°25′58″B 3°41′33″T / 40,432725°B 3,692592°T | RI-51-0009079       | 11-05-1995                           | Upload image                                                                                              |
| Nhà thờ San Francisco Sales (Madrid)                                                                                         | Di tích                                                             | Madrid C/ Francos Rodríguez, 5 - c/v C/ Goiri | 40°27′16″B 3°42′14″T / 40,454517°B 3,703783°T | RI-51-0009568       | 07-11-1996                           | Upload image                                                                                              |
| Nhà thờ San Ginés Arlés (Madrid)                                                                                             | Di tích                                                             | Madrid C/ Arenal, 13 - c/v Pasaje San Gines, 2 - c/v C/ Bordadores, 10                                                                           | 40°25′02″B 3°42′25″T / 40,41713°B 3,70691°T   | RI-51-0004564       | 24-02-1982                           | Upload image                                                                                              |
| Colegiata San Isidro (Madrid)                                                                                                | Di tích                                                             | Madrid C/ Toledo, 37 | 40°24′47″B 3°42′27″T / 40,413035°B 3,707403°T | RI-51-0009077       | 17-04-1995                           | Upload image                                                                                              |
| San Jerónimo Real | Di tích                                                             | Madrid C/ Ruiz de Alarcón, 19 - c/v C/ Moreto - c/v C/ Academia - c/v C/ Casado del Alisal                                                       | 40°24′52″B 3°41′29″T / 40,414445°B 3,691262°T | RI-51-0009125       | 13-10-1995                           | Upload image                                                                                              |
| Nhà thờ San José (Madrid) | Di tích                                                             | Madrid C/ Alcalá, 43 c/a C/ Marqués de Valdeiglesias, 4                                                                                          | 40°25′09″B 3°41′48″T / 40,419068°B 3,696654°T | RI-51-0009137       | 31-10-1995                           | Upload image                                                                                              |
| Nhà thờ San Manuel và San Benito (Madrid)                                                                                    | Di tích                                                             | Madrid C/ Alcalá, 83 - c/v C/ Lagasca, 1 - c/v C/ Columela, 12-14                                                                                | 40°25′15″B 3°41′10″T / 40,420794°B 3,6861°T   | RI-51-0004652       | 30-07-1982                           | Upload image                                                                                              |
| Nhà thờ San Martín (Madrid)                                                                                                  | Di tích                                                             | Madrid C/ Desengaño, 25 | 40°25′16″B 3°42′16″T / 40,421247°B 3,704581°T | RI-51-0009140       | 31-10-1995                           | Upload image                                                                                              |
| Nhà thờ San Pedro ad Víncula (Vallecas)                                                                                      | Di tích                                                             | Madrid C/ Sierra Gorda, 5 - c/v C/ Plaza de Juan de Malasaña (Vallecas Villa)                                                                    | 40°22′50″B 3°37′13″T / 40,380464°B 3,620179°T | RI-51-0009040       | 12-07-1995                           | Upload image                                                                                              |
| Nhà thờ San Sebastián (Madrid)                                                                                               | Di tích                                                             | Madrid C/ Atocha, 39 | 40°24′49″B 3°42′06″T / 40,413583°B 3,701556°T | RI-51-0003831       | 28-10-1969                           | Upload image                                                                                              |
| Tu viện San Plácido (Madrid)                                                                                                 | Di tích                                                             | Madrid C/ San Roque, 9 - c/v C/ Pez, 5 - c/v C/ Madera, 12                                                                                       | 40°25′22″B 3°42′17″T / 40,422653°B 3,704834°T | RI-51-0001133       | 10-10-1943                           | Upload image                                                                                              |
| Nhà thờ Sacramento (Madrid)                                                                                                  | Di tích                                                             | Madrid C/ Sacramento, 11 - c/v C/ Pretil de los Consejos, 1 y 3                                                                                  | 40°24′53″B 3°42′44″T / 40,414769°B 3,712306°T | RI-51-0004745       | 29-11-1982                           | Upload image                                                                                              |
| Nhà hoang Santa María Antigua (Madrid)                                                                                       | Di tích                                                             | Madrid C/ Monseñor Óscar Romero, 92 (Cementerio parroquial de Carabanchel Bajo)                                                                  | 40°22′57″B 3°45′09″T / 40,38243°B 3,752625°T  | RI-51-0004522       | 24-11-1981                           | Upload image                                                                                              |
| Nhà thờ San Nicolás (Madrid)                                                                                                 | Di tích                                                             | Madrid C/ San Nicolás, 6 - c/v C/ Juan de Herrera - c/v Plaza de San Nicolás c/v C/ Biombo                                                       | 40°24′57″B 3°42′43″T / 40,415812°B 3,711985°T | RI-51-0004262       | 30-01-1978                           | Upload image                                                                                              |
| Tu viện Salesas Reales (Madrid)                                                                                              | Di tích                                                             | Madrid C/ Bárbara de Braganza, 3 y 5 - c/v C/ Marqués de la Ensenada, 1 - c/v Plaza de la Villa de París - c/v C/ General Castaños, 2            | 40°25′28″B 3°41′38″T / 40,424528°B 3,693872°T | RI-51-0004359       | 09-07-1979                           | Upload image                                                                                              |
| Vương cung thánh đường San Miguel (Madrid)                                                                                   | Di tích                                                             | Madrid C/ San Justo, 4 - c/v Pasadizo del Panecillo - c/v Plaza Conde Miranda, 2 - c/v C/ Puñoenrostro, 1                                        | 40°24′51″B 3°42′35″T / 40,414113°B 3,709699°T | RI-51-0005004       | 05-02-1985                           | Upload image                                                                                              |
| Nhà thờ San Pedro Viejo (Madrid)                                                                                             | Di tích                                                             | Madrid Costanilla de San Pedro, 1 - c/v C/ Nuncio, 14 - c/v C/ Costanilla del Nuncio - c/v C/ Segovia, 11                                        | 40°24′48″B 3°42′38″T / 40,413215°B 3,710456°T | RI-51-0004365       | 22-06-1979                           | Upload image                                                                                              |
| Instituto Internacional | Di tích                                                             | Madrid C/ Miguel Ángel, 8 - c/v C/ Rafael Calvo, 37                                                                                              | 40°26′04″B 3°41′28″T / 40,434314°B 3,691058°T | RI-51-0004540       | 25-01-1982                           | Upload image                                                                                              |
| Corrala Sombrerete | Di tích                                                             | Madrid C/ Tribulete, 12 - c/v C/ Sombrerete, 13 - c/v C/ Mesón de Paredes                                                                        | 40°24′29″B 3°42′09″T / 40,408032°B 3,702517°T | RI-51-0005021       | 05-01-1978                           | Upload image                                                                                              |
| Mercado San Miguel | Di tích                                                             | Madrid Plaza de San Miguel - c/f C/ Conde de Miranda - c/f C/ Cava de San Miguel                                                                 | 40°24′56″B 3°42′32″T / 40,415438°B 3,708869°T | RI-51-0010569       | 22-12-2000                           | Upload image                                                                                              |
| Tu việnscalzas Reales (Madrid)                                                                                               | Di tích                                                             | Madrid Plaza de las Descalzas, 1 | 40°25′06″B 3°42′22″T / 40,418267°B 3,706192°T | RI-51-0008691       | 16-03-1994                           | Upload image                                                                                              |
| Tu viện Corpus Christi Carboneras                                                                                            | Di tích                                                             | Madrid Plaza del Conde de Miranda, 3 - c/v C/ Puñoenrostro - c/v C/ Codo - c/v C/ Cordón                                                         | 40°24′53″B 3°42′35″T / 40,414798°B 3,709825°T | RI-51-0004500       | 10-08-1981                           | Upload image                                                                                              |
| Bảo tàng Khảo cổ Nacional (España)                                                                                           | Di tích                                                             | Madrid C/ Serrano, 13 - c/v C/ Villanueva, 1 - c/v C/ Jorge Juan, 2                                                                              | 40°25′24″B 3°41′20″T / 40,423333°B 3,688889°T | RI-51-0001373       | 09-03-1962                           | Upload image                                                                                              |
| Bảo tàng Cerralbo | Di tích                                                             | Madrid C/ Ventura Rodríguez, 17 - c/v C/ Ferraz, 6 - c/v C/ Juan Álvarez Mendizábal, 9                                                           | 40°25′25″B 3°42′52″T / 40,423684°B 3,714577°T | RI-51-0001382       | 09-03-1962                           | Upload image                                                                                              |
| Bảo tàng América | Di tích                                                             | Madrid Avenida del Arco de la Victoria, s/ n - c/v Avenida de los Reyes Católicos                                                                | 40°26′17″B 3°43′19″T / 40,438131°B 3,722069°T | RI-51-0001378       | 09-03-1962                           | Upload image                                                                                              |
| Bảo tàng Traje | Di tích                                                             | Madrid Avenida Juan de Herrera, 2 | 40°26′24″B 3°43′43″T / 40,44°B 3,728611°T     | RI-51-0001379       | 09-03-1962                           | Upload image                                                                                              |
| Bảo tàng Nacional Antropología (España)                                                                                      | Di tích                                                             | Madrid C/ Alfonso XII, 68 - c/v Paseo de la Infanta Isabel, 11                                                                                   | 40°24′28″B 3°41′20″T / 40,407694°B 3,688975°T | RI-51-0001384       | 09-03-1962                           | Upload image                                                                                              |
| Bảo tàng Lázaro Galdiano | Di tích                                                             | Madrid C/ Serrano, 122 - c/v C/ López de Hoyos - c/v C/ María de Molina                                                                          | 40°26′53″B 3°41′01″T / 40,448189°B 3,683594°T | RI-51-0001380       | 09-03-1962                           | Upload image                                                                                              |
| Bảo tàng Nacional Arte Contemporáneo                                                                                         | Di tích                                                             | Madrid Avenida Juan de Herrera, 2 | 40°26′24″B 3°43′47″T / 40,43987°B 3,729635°T  | RI-51-0001376       | 09-03-1962                           | Upload image                                                                                              |
| Bảo tàng Nacional Artes Decorativas                                                                                          | Di tích                                                             | Madrid C/ Montalbán, 12 | 40°25′04″B 3°41′23″T / 40,417871°B 3,689671°T |                     | 09-03-1962                           | Upload image                                                                                              |
| Bảo tàng Prado | Di tích                                                             | Madrid Paseo del Prado, 20 - c/v C/ Academia - c/v C/ Ruiz de Alarcón - c/v C/ Espalter                                                          | 40°24′49″B 3°41′33″T / 40,413697°B 3,692485°T | RI-51-0001374       | 09-03-1962                           | Upload image                                                                                              |
| Bảo tàng Nacional Romanticismo (Madrid)                                                                                      | Di tích                                                             | Madrid C/ San Mateo, 13 - c/f C/ Beneficencia, 14                                                                                                | 40°25′33″B 3°41′56″T / 40,425869°B 3,698839°T | RI-51-0001381       | 09-03-1962                           | Upload image                                                                                              |
| Bảo tàng Sorolla | Di tích                                                             | Madrid C/ General Martínez Campos, 37 | 40°26′07″B 3°41′33″T / 40,435404°B 3,692539°T | RI-51-0001383       | 09-03-1962                           | Upload image                                                                                              |
| Real Observatorio Madrid | Di tích                                                             | Madrid C/ Alfonso XII, 3 | 40°24′30″B 3°41′15″T / 40,408401°B 3,687622°T | RI-51-0009078       | 02-06-1995                           | Upload image                                                                                              |
| Cung điện Moncloa | Di tích                                                             | Madrid C/ Senda del Rey, s/n | 40°26′43″B 3°44′04″T / 40,445332°B 3,734317°T | RI-51-0000326       | 07-12-1927                           | Upload image                                                                                              |
| Palacio Bauer | Di tích                                                             | Madrid C/ San Bernardo, 44 - c/v C/ Pez | 40°25′28″B 3°42′26″T / 40,42452°B 3,70728°T   | RI-51-0003869       | 21-03-1972                           | Upload image                                                                                              |
| Cung điện Altamira (Madrid)                                                                                                  | Di tích                                                             | Madrid C/ Flor Alta, 8 | 40°25′18″B 3°42′26″T / 40,421675°B 3,707197°T | RI-51-0004248       | 16-07-1977                           | Upload image                                                                                              |
| Cung điện Comunicaciones | Di tích                                                             | Madrid Plaza de Cibeles - c/v Paseo del Prado, 1 - c/v C/ Montalbán, 1 - c/v C/ Alcalá, 50                                                       | 40°25′08″B 3°41′32″T / 40,418906°B 3,692084°T | RI-51-0008214       | 23-06-1993                           | Upload image                                                                                              |
| Palacio Real Pardo | Di tích                                                             | Madrid | 40°31′16″B 3°46′30″T / 40,521093°B 3,774943°T | RI-51-0001062       | 04-06-1931                           | Upload image                                                                                              |
| Nhà Oficios (Pardo) | Di tích                                                             | Madrid desaparecido |                                               | RI-51-0001062-00001 | 04-06-1931                           | Upload image                                                                                              |
| Cung điện Gamazo | Di tích                                                             | Madrid C/ Génova, 26 | 40°25′33″B 3°41′32″T / 40,425783°B 3,692313°T | RI-51-0004269       | 22-04-1978                           | Upload image                                                                                              |
| Cung điện Zarzuela | Di tích                                                             | Madrid | 40°28′58″B 3°48′05″T / 40,482768°B 3,801432°T | RI-51-0009965       | 04-06-1931                           | Upload image                                                                                              |
| Cung điện Linares | Di tích                                                             | Madrid Plaza de Cibeles, s/n - c/v C/ Alcalá, 55 - c/v Paseo de Recoletos, 2 - c/v C/ Marqués del Duero, 2                                       | 40°25′11″B 3°41′32″T / 40,419821°B 3,692245°T | RI-51-0004230       | 29-05-1976                           | Upload image                                                                                              |
| Cung điện Liria | Di tích                                                             | Madrid C/ Princesa, 18 y 20 - c/v C/ Duque de Liria                                                                                              | 40°25′39″B 3°42′45″T / 40,427624°B 3,712516°T | RI-51-0003931       | 10-04-1974                           | Upload image                                                                                              |
| Palacio Longoria | Di tích                                                             | Madrid C/ Fernando VI, 6 - c/v C/ Pelayo, 61 | 40°25′31″B 3°41′48″T / 40,425395°B 3,69657°T  | RI-51-0009569       | 07-11-1996                           | Upload image                                                                                              |
| Cung điện Consejos | Di tích                                                             | Madrid C/ Mayor, 79 - c/v Pretil de los Consejos, 2 - c/v C/ Bailén, 23                                                                          | 40°24′54″B 3°42′47″T / 40,414959°B 3,713036°T | RI-51-0004746       | 29-11-1982                           | Upload image                                                                                              |
| Cung điện Duques Pastrana | Di tích                                                             | Madrid C/ Platerías, 2 - c/v Paseo de la Habana, 208                                                                                             | 40°28′03″B 3°40′44″T / 40,467369°B 3,678806°T | RI-51-0004337       | 09-04-1979                           | Upload image                                                                                              |
| Cung điện marqués Miraflores                                                                                                 | Di tích                                                             | Madrid Paseo de San Jerónimo, 15 - c/v C/ Arlabán, 10                                                                                            | 40°25′00″B 3°41′57″T / 40,416635°B 3,699134°T | RI-51-0004231       | 29-05-1976                           | Upload image                                                                                              |
| Cung điện Parcent | Di tích                                                             | Madrid C/ San Bernardo, 62 - c/v C/ Espíritu Santo - c/v C/ San Vicente Ferrer                                                                   | 40°25′33″B 3°42′25″T / 40,425872°B 3,707066°T | RI-51-0009108       | 19-07-1995                           | Upload image                                                                                              |
| Cung điện Santoña (Madrid)                                                                                                   | Di tích                                                             | Madrid C/ Huertas 13 - c/v C/ Príncipe | 40°24′50″B 3°42′01″T / 40,414019°B 3,700365°T | RI-51-0009081       | 11-05-1995                           | Upload image                                                                                              |
| Cung điện Villahermosa | Di tích                                                             | Madrid Plaza de Las Cortes, 6 - c/v Paseo del Prado - c/v C/ Zorrilla                                                                            | 40°24′57″B 3°41′43″T / 40,415695°B 3,695162°T | RI-51-0008318       | 07-12-1993                           | Upload image                                                                                              |
| Cung điện Villamejor | Di tích                                                             | Madrid Paseo de la Castellana, 3 - c/v C/ Alcalá Galiano, 10                                                                                     | 40°25′35″B 3°41′27″T / 40,426302°B 3,690776°T | RI-51-0010920       | 18-01-2003                           | Upload image                                                                                              |
| Cung điện Marqués Grimaldi (Palacio Godoy, sede Centro Estudios Constitucionales)                                            | Di tích                                                             | Madrid Plaza de la Marina Española, 9 - c/v C/ Bailén, 5                                                                                         | 40°25′14″B 3°42′45″T / 40,420627°B 3,712498°T | RI-51-0009583       | 21-10-2000                           | Upload image                                                                                              |
| Cung điện Marqués Molins | Di tích                                                             | Madrid C/ Amor de Dios, 2 - c/v C/ Huertas, 32 - c/v C/ Santa María, 3                                                                           | 40°24′48″B 3°41′54″T / 40,413359°B 3,698289°T | RI-51-0011145       | 05-02-2004                           | Upload image                                                                                              |
| Cung điện Marqués Perales | Di tích                                                             | Madrid C/ Magdalena, 10 - c/v C/ Cabeza, 21 | 40°24′45″B 3°42′09″T / 40,412394°B 3,702454°T | RI-51-0009080       | 13-06-1995                           | Upload image                                                                                              |